# Tendre Gang
Pour plus de détails, voir Fiche technique et Distribution.
Tendre Gang (Γλυκιά Συμμορία (Glyka Symmoria)) est un film grec réalisé par Nikos Nikolaïdis et sorti en 1983.
Le titre original, traduisible en « La Horde tendre », est plus significatif que sa traduction française : il fait ouvertement référence à au film de Sam Peckinpah La Horde sauvage.

## Synopsis
Argyris, Andreas, Marina et Sofia, un groupe de quatre marginaux, vivent ensemble dans une maison. Argyris vient de sortir de prison. Tous les quatre ont perdu toute illusion et toute raison de vivre voire de mourir. Ils tentent toutes les expériences : mangent dans les grands restaurants et partent sans payer ; volent dans les magasins ; tournent dans des films porno ou créent une organisation anti-étatique. Les autorités les placent sous surveillance, attendant le moindre faux pas pour intervenir violemment. Sofia tue le chef des policiers qui surveillent la maison...

## Fiche technique
- Titre : Tendre Gang
- Titre original : Γλυκιά Συμμορία (Glyka Symmoria)
- Réalisation : Nikos Nikolaïdis
- Scénario : Nikos Nikolaïdis
- Direction artistique : Marie Louise Vartholomeou
- Décors : Marie Louise Vartholomeou
- Costumes : Marie Louise Vartholomeou
- Photographie : Aris Stavrou
- Son : Marinos Athanassopoulos
- Montage : Andreas Andreadakis
- Musique : Georges Hatzinassios (el)
- Production : Centre du cinéma grec, Nikos Nikolaïdis, Vergetis Bros
- Langue : grec
- Format : Couleurs - 35 mm - 1:1.66
- Genre : Drame
- Durée : 151 minutes
- Dates de sortie : 
  - Grèce : 19 octobre 1983 au Festival du cinéma grec 1983 (Thessalonique)

## Distribution
- Despina Tomazani
- Dora Maskalvanou
- Takis Spyridakis (el)
- Alkis Panagiotidis
- Lenia Polikrati
- Konstantinos Tzoumas
- Dinos Makris

## Récompenses
- Festival du cinéma grec 1983 (Thessalonique) : meilleurs décors et costumes, meilleur montage, meilleure image, meilleure musique, prix spécial du meilleur acteur et meilleur film pour l'Union panhellénique des critiques de cinéma (PEKK)